# Henri Lefèbvre
Henri Lefèbvre   (Suresnes, 19 de desembre de 1905 - Marly-le-Roi, 5 de juny de 1970) va ser un lluitador francès que va competir durant la dècada de 1920.
Va prendre part en els Jocs Olímpics d'Estiu de 1928 d'Amsterdam, on guanyà la medalla de bronze en la competició del pes semipesant del programa lluita lliure.